# Merovo
Merovo (in macedone Мерово?, in albanese: Merova) è una località del comune rurale di Želino.